# República Democrática da Finlândia
A República Democrática da Finlândia (finlandês: Suomen kansanvaltainen tasavalta, sueco: Demokratiska Republiken Finland) foi um governo de curta duração dependente da, e reconhecida apenas pela, União Soviética. Operou-se nas partes da Carélia finlandesa (leste do país) que foram ocupados pela União Soviética durante a Guerra de Inverno (parte da fase inicial da Segunda Guerra Mundial). O regime também era conhecido sob o nome do Governo de Terijoki (finlandês: hallitus Terijoen), como Terijoki foi a primeira cidade a ser "liberada" pelo Exército Vermelho.
A União Soviética alegava que este era o único governo legítimo de toda a Finlândia, capaz de acabar com a Guerra de Inverno e restaurar a paz. No entanto, antes do final da guerra, os soviéticos desistiram essa interpretação a fazer a paz com o governo da República da Finlândia ".
Depois de 1940, as partes da Finlândia ocupadas pela URSS que formavam o território da República Democrática da Finlândia foram incorporadas à Carélia soviética e consolidadas na República Socialista Soviética Carelo-Finlandesa. Esta deixou de existir como república soviética no governo Khrushchev em 1956, passando a ser uma região autônoma dentro da Rússia Soviética e a partir de 1992, uma região autônoma (república) da Federação Russa — a República da Carélia.